# Sálya
Sálya (románul Șoala, korábban Șalea, szászul Schuel, Šuel, németül Schaal, Schael, Schalendorf, Shaalendorf) falu Romániában, Szeben megyében, Medgyestől délnyugatra. Asszonyfalva község része.

## Lásd még
- Erdélyi szászok
- Erdély erődtemplomos falvai

## Képek

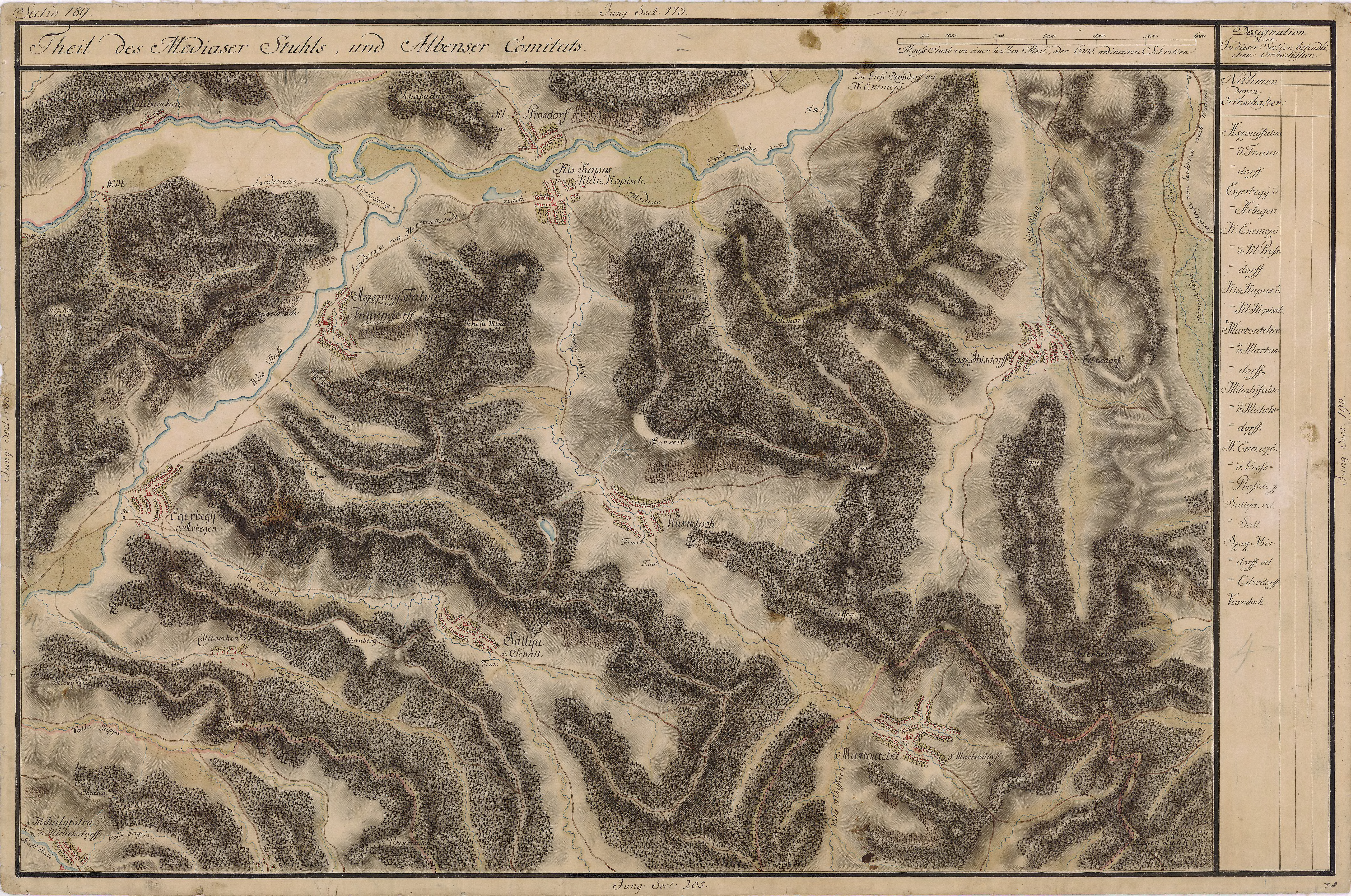
Sálya az 1769-1773-as jozefiniánus térképen
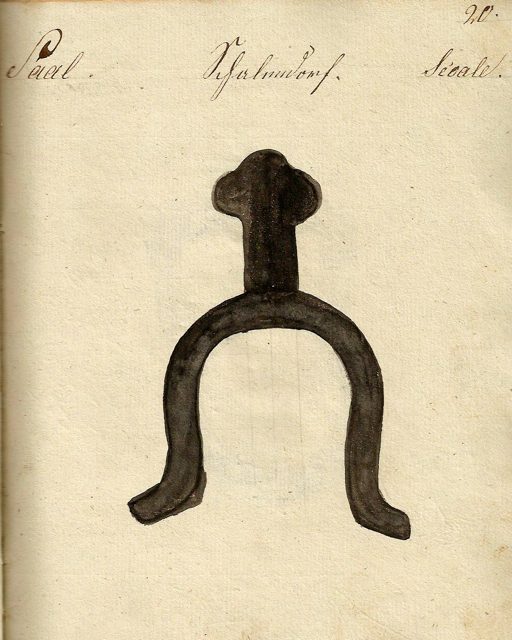
1826 - A sályai szarvasmarhák megjelölésére használt billog